# جيل فاينشتاين
جيل فاينشتاين (Gilles Veinstein) (ولد 1945 في باريس وتوفي 2013)، هو مؤرخ فرنسي متخصص في التاريخ التركي والعثماني.

## من مؤلفاته
- أوروبا والعالم الإسلامي تاريخ بلا أساطير (كتاب)